# تشارلز رامزي ديفلن
تشارلز رامزي ديفلن هو سياسي كندي، ولد في 29 أكتوبر 1858، وتوفي في 1 مارس 1914 في أيلمير ‏ في كندا. نشط حزبياً في الحزب الليبرالي الكندي وحزب كيبيك الليبرالي.

## مناصب
- في الانتخابات الفرعية في مجلس العموم البريطاني [الإنجليزية]‏، انتخب عضو برلمان المملكة المتحدة الـ27 ‏ عن دائرة Galway Borough (UK Parliament constituency) [الإنجليزية]‏ خلال فترته النيابية ‏ (9 مارس 1903 – 8 يناير 1906).
- في الانتخابات العامة في المملكة المتحدة 1906 [الإنجليزية]‏، انتخب عضو برلمان المملكة المتحدة الـ28 ‏ عن دائرة Galway Borough (UK Parliament constituency) [الإنجليزية]‏ خلال فترته النيابية ‏ (12 يناير 1906 – 13 أكتوبر 1906).
- انتخب عضو الجمعية الوطنية في كيبك [الإنجليزية]‏.
- انتخب عضو مجلس العموم الكندي.